# Зінов'єв Дмитро
Дмитро Іванович Зінов'єв (латис. Dmitrijs Zinovjevs, рос. Дмитрий Иванович Зиновьев; 10 квітня 1965, Перм, РРСФР, СРСР) — радянський хокеїст, захисник.

## Спортивна кар'єра
Вихованець пермської хокейної школи. У складі юнацької збірної Радянського Союзу став чемпіоном Європи 1983 року. Виступав за команди майстрів «Молот» (Перм), «Динамо» (Рига) і «Сокіл» (Київ). У вищій лізі СРСР — 350 (28+22). Брав участь у суперсеріях радянських команд проти клубів з Національної хокейної ліги. Відзначився закинутою шайбою у воротах, котрі захищав Рік Вемслі з «Калгарі Флеймс». Певний час у «Динамо» грав у парі з Сергієм Чудіновим.

## Досягнення
- Віце-чемпіон СРСР (1): 1988
- Чемпіон Європи серед юніорів (1): 1983

## Статистика
| Сезон   | Клуб            | Ліга   | І  | Г  | П | О  | ШХ |
| ------- | --------------- | ------ | -- | -- | - | -- | -- |
| 1981-82 | «Молот» (Перм)  | СРСР-2 | 10 | 0  | 0 | 0  | 0  |
| 1982-83 | «Динамо» (Рига) | СРСР   | 37 | 1  | 2 | 3  | 12 |
| 1983-84 | «Динамо» (Рига) | СРСР   | 32 | 1  | 0 | 1  | 8  |
| 1984-85 | «Динамо» (Рига) | СРСР   | 48 | 1  | 2 | 3  | 32 |
| 1985-86 | «Динамо» (Рига) | СРСР   | 40 | 1  | 3 | 4  | 14 |
| 1986-87 | «Динамо» (Рига) | СРСР   | 39 | 1  | 3 | 4  | 34 |
| 1987-88 | «Динамо» (Рига) | СРСР   | 29 | 6  | 5 | 11 | 12 |
| 1988-89 | «Динамо» (Рига) | СРСР   | 37 | 2  | 1 | 3  | 19 |
| 1989-90 | «Сокіл» (Київ)  | СРСР   | 46 | 5  | 3 | 8  | 10 |
| 1990-91 | «Динамо» (Рига) | СРСР   | 42 | 10 | 3 | 13 | 18 |

У серії матчів з клубами Національної хокейної ліги:
| № | Дата       | Місце        | Господарі              | Рахунок | Гості                | Голи                                                                  |
| - | ---------- | ------------ | ---------------------- | ------- | -------------------- | --------------------------------------------------------------------- |
| 1 | 27.12.1988 | Калгарі      | «Калгарі Флеймс»       | 2-2     | «Динамо» (Рига)      | Березан, Лооб — Керч, Белявський                                      |
| 2 | 28.12.1988 | Едмонтон     | «Едмонтон Ойлерз»      | 2-1     | «Динамо» (Рига)      | Куррі, Мессьє — Вітоліньш                                             |
| 3 | 30.12.1988 | Ванкувер     | «Ванкувер Канакс»      | 6-1     | «Динамо» (Рига)      | Стерн, Бредлі (2), Танті, Сандлак, Педерсон — Знарок                  |
| 4 | 31.12.1988 | Лос-Анджелес | «Лос-Анджелес Кінгс»   | 3-5     | «Динамо» (Рига)      | Ніколс, Макбін, Грецкі — Семенов, Ломакін, Селянин, Фроліков, Смирнов |
| 5 | 04.01.1989 | Чикаго       | «Чикаго Блекгокс»      | 4-1     | «Динамо» (Рига)      | Конройд, Лармер, Крейтон, Сеніпасс — Яшин                             |
| 6 | 05.12.1989 | Сент-Луїс    | «Сент-Луїс Блюз»       | 5-0     | «Динамо» (Рига)      | Галл, Кавалліні, Раглен, Геркес, Беннінг                              |
| 7 | 07.01.1989 | Блумінгтон   | «Міннесота Норт-Старс» | 1-2     | «Динамо» (Рига)      | Марук — Акулінін, Скосирєв                                            |
| 8 | 16.09.1989 | Київ         | «Сокіл» (Київ)         | 2-5     | «Калгарі Флеймс»     | Найда, Зінов'єв — Пряхін, Гантер, Мурзин, Флері, М. Гантер            |
| 9 | 14.09.1990 | Рига         | «Динамо» (Рига)        | 2-4     | «Монреаль Канадієнс» | Болдавешко, Знарок — Корсон, Куртнолл, Ріше, Савар                    |